# Sphaeropthalma militaris
Sphaeropthalma militaris (лат.) — вид ос-немок из подсемейства Sphaeropthalminae. 

## Распространение
Северная Америка: США (Аризона, Калифорния).

## Описание
Осы-немки с бескрылыми самками (самцы крылатые). Голова и грудь оранжево-коричневые. От близких видов отличаются следующими признаками: у самцов этого вида имеется глубокое иссечение на вентральном крае нижней челюсти, нижняя челюсть трёхзубчатая и вертикальная на вершине, густая кисть оранжевых щетинок выступает вперёд от переднего края наличника, отсутствуют мезостернальные отростки и гениталий, у которых есть дорсовентрально уплощенный парамер, который имеет толстую щетинку на вершине, и цилиндрический куспис, который составляет примерно ¾ свободной длины парамеры. У самок этого вида дорсальная сторона тела покрыта редкими прямостоячими брахиплюмозными щетинками, но покров не затемнен, вентральный край жвал с глубоким вырезом, обрамленный большим закругленным зубом, голова под глазами сходится, лоб равномерно закруглен у вершины, первый сегмент метасомы стебельчатый, второй сегмент и пигидий гранулированные. Грудь самок грушевидной формы. Коготки лапок без зубцов.
Предположительно как и другие виды рода паразитоиды куколок ос и пчёл.

## Классификация
Вид был впервые описан в 1958 году американским энтомологом R. M. Schuster (Корнеллский университет, Итака, Нью-Йорк, США). Видовой статус подтверждён в ходе ревизии, проведённой в 2015 году американскими энтомологами Джеймсом Питтсом и Эмили Садлер (Department of Biology, Университет штата Юта, Логан, США). Включён в состав видовой группы S. orestes species-group вместе с видами S. orestes, S. parkeri, S. similis и другими.